# Денис Квејд
Денис Вилијам Квејд (енгл. Dennis William Quaid; Хјустон, 9. април 1954) је амерички филмски глумац.

## Биографија
Квејд је рођен у Хјустону (Тексас, САД), од оца Вилијама Рудија Квејда и мајке Хуаните Бонидејл Џордан. Студирао је драму на Bellaire High School, а касније и на колеџу. Похађао је Универзитет у Хјустону, али га никад није завршио. Касније се сели у Лос Анђелес да се бави глумом. Тешко је налазио посао као глумац, све док се није појавио у филму Четири мангупа, 1979. године. Касније игра у филму Пут у космос (1983), за кога прима добре критике. Познатији филмови у којима је играо су: Змајево срце (1996), Путеви дроге (2000), Аламо (2004) и Дан после сутра (2004).

## Приватни живот
Био је ожењен са глумицом Пи-Џеј Соулс од 1978. до 1983. године. Касније је био верен глумицом Леом Томпсон, коју је упознао на снимању филма Ајкула 3, 1983. године. После се поново венчао 1991. са познатом глумицом Мег Рајан, од које се 2001. године развео. Из брака са Мег Рајан има једног сина, који се зове Џек Хенри. Тренутно је у браку са Кимберли Бафингтон, са којом се венчао 2004. године. 
Његов рођени брат је познати амерички глумац Ренди Квејд.

## Занимљивости
- Његова садашња супруга Кимберли Бафингтон, је млађа чак 18 година од њега.
- Поседује пилотску дозволу.
- Од његова три венчања, сва три су била на неки празник (4. јул, Свети Валентин — дан заљубљених, Дан захвалности)
- Познат је по томе што је глумио у српском филму Спаситељ снимљеном 1998. године у Америци.

## Филмографија
| Улоге Денис Квејд |                       |                 |                   |          |
| Година            | Српски назив          | Изворни назив   | Улога             | Напомена |
| 2024.             | Супстанца             |                 | Харви             |          |
| 2012.             | Плагијатор            |                 | Клејтон Хамонд    |          |
| 2009.             | Џи Ај Џо: Успон Кобре |                 | Клејтон Абернати  |          |
| 2008.             | Тренутак предности    |                 | агент Томас Барнс |          |
| 2006.             | Амерички снови        |                 |                   |          |
| 2005.             |                       |                 |                   |          |
| 2004.             | У добром друштву      |                 |                   |          |
| 2004.             |                       |                 |                   |          |
| 2004.             | Дан после сутра       |                 | професор Џек Хол  |          |
| 2004.             | Аламо                 |                 |                   |          |
| 2003.             | Замак Колд Крик       |                 | Купер Тилсон      |          |
| 2002.             | Далеко од раја        |                 |                   |          |
| 2002.             | Новајлија             |                 |                   |          |
| 2000.             | Путеви дроге          |                 | Арни Мецгер       |          |
| 2000.             | Фреквенција           |                 |                   |          |
| 1999.             |                       |                 |                   |          |
| 1998.             | Спаситељ              |                 | Џошуа Роуз — Гај  |          |
| 1998.             | Замка за родитеље     | The Parent Trap |                   |          |
| 1996.             | Змајево срце          |                 | Боуен             |          |
| 1995.             | Поверљиве приче       |                 | Еди               |          |
| 1990.             | Разгледнице из пакла  |                 | Џек Фокнер        |          |
| 1990.             |                       |                 |                   |          |
| 1989.             |                       |                 |                   |          |
| 1988.             |                       |                 |                   |          |
| 1987.             |                       |                 |                   |          |
| 1987.             |                       |                 |                   |          |
| 1985.             |                       |                 |                   |          |
| 1984.             |                       |                 |                   |          |
| 1983.             | Пут у космос          |                 | Гордон Купер      |          |
| 1983.             | Ајкула 3              |                 | Мајк Броди        |          |
| 1981.             |                       |                 |                   |          |
| 1981.             |                       |                 |                   |          |
| 1980.             | Јахачи на дуге стазе  |                 |                   |          |
| 1979.             | Четири мангупа        |                 | Мајк              |          |

### Познати глумци са којима је сарађивао
- Шон Конери (Змајево срце)
- Сергеј Трифуновић (Спаситељ)
- Ал Пачино (Any Given Sunday)
- Камерон Дијаз (Any Given Sunday)
- Кетрин Зита-Џоунс (Путеви дроге)
- Мајкл Даглас (Путеви дроге)
- Шерон Стоун (Замак Колд Крик)